# Zrachja
Zrachja (hebrejsky זְרַחְיָה‎, v oficiálním přepisu do angličtiny Zerahya, přepisováno též Zrahia) je vesnice typu mošav v Izraeli, v Jižním distriktu, v Oblastní radě Šafir.

## Geografie
Leží v nadmořské výšce 72 metrů v pobřežní nížině, v regionu Šefela. Východně od obce probíhá vádí Nachal Guvrin.
Obec se nachází 15 kilometrů od břehu Středozemního moře, cca 44 kilometrů jižně od centra Tel Avivu, cca 47 kilometrů jihozápadně od historického jádra Jeruzalému a 5 kilometrů jižně od města Kirjat Mal'achi. Zrachji obývají Židé, přičemž osídlení v tomto regionu je etnicky převážně židovské.
Zrachja je na dopravní síť napojena pomocí lokální silnice číslo 3613, která východně od vesnice ústí do dálnice číslo 40.

## Dějiny
Zrachja byla založena v roce 1950. Novověké židovské osidlování tohoto regionu začalo po válce za nezávislost tedy po roce 1948, kdy oblast ovládla izraelská armáda. Tehdy také zanikla arabská vesnice al-Džaladija, jež do té doby stála na severním okraji nynější židovské vesnice.
Zakladatelem mošavu byli Židé z Íránu. Místní ekonomika je založena na zemědělství (rostlinná výroba, chov drůbeže). Obec prochází stavební expanzí (67 bytových jednotek pro mladou generaci usedlíků). Pojmenována je podle biblické postavy Serajáše připomínaného v Knize Ezdráš 7,1 coby otec kněze Ezdráše.

## Demografie
Podle údajů z roku 2014 tvořili naprostou většinu obyvatel v Zrachja Židé (včetně statistické kategorie "ostatní", která zahrnuje nearabské obyvatele židovského původu ale bez formální příslušnosti k židovskému náboženství).
Jde o menší obec vesnického typu s dlouhodobě rostoucí populací. K 31. prosinci 2014 zde žilo 695 lidí. Během roku 2014 populace stoupla o 1,5 %.
| Rok            | 1961 | 1972 | 1983 | 1995 | 2001 | 2003 | 2004 | 2005 | 2006 | 2007 | 2008 | 2009 | 2010 | 2011 | 2012 | 2014 | 2015 |
| -------------- | ---- | ---- | ---- | ---- | ---- | ---- | ---- | ---- | ---- | ---- | ---- | ---- | ---- | ---- | ---- | ---- | ---- |
| Počet obyvatel | 452  | 462  | 459  | 367  | 436  | 486  | 518  | 543  | 568  | 590  | 609  | 591  | 610  | 651  | 685  | 685  | 695  |